# 小行星5809
小行星5809（英語：5809 Kulibin）是一颗围绕太阳公转的小行星。1987年9月4日，柳德米拉·瓦斯列娜·朱然勒娃在克里米亚发现了此天体。
这颗小行星的绝对星等为200.8500533851278等。